# فيكتوريا يبرتاس بيزارو
فيكتوريا يبرتاس بيزارو (بالإنجليزية: Victoria Libertas Pesaro)‏ هو فريق كرة سلة إيطالي تأسس في 1946 يقع في بيزارو، إيطاليا. يلعب في ليغا باسكيت الدرجة الأولى.

## وصلات خارجية
- الموقع الإلكتروني